# マランガタナ・ングウェニア

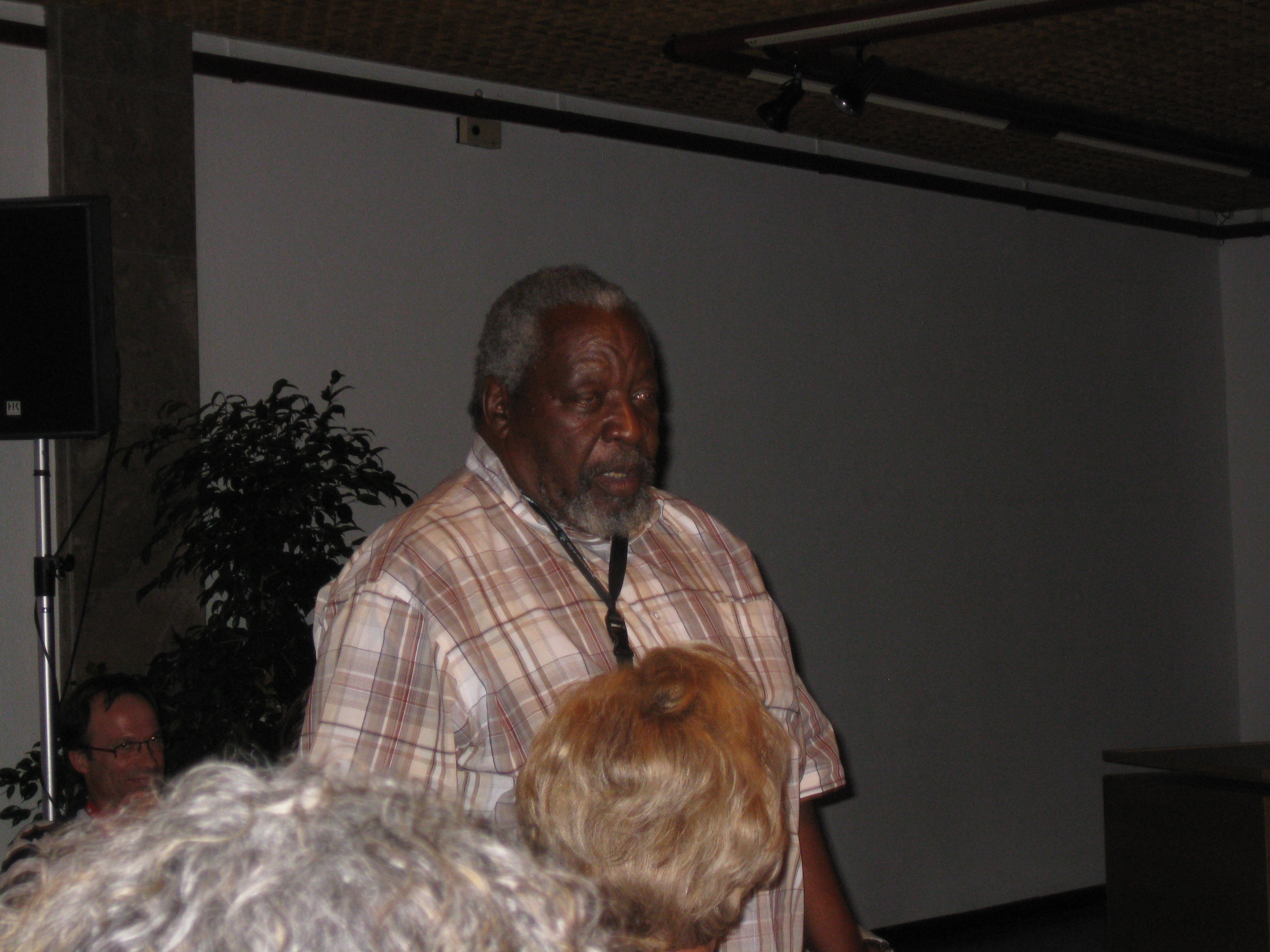
マランガタナ・ングウェニア

マランガタナ・ングウェニア（Malangatana Ngwenya、1936年6月6日 - 2011年1月5日）は、モザンビークの画家。マラクエネ県マタラナ出身。
1997年にユネスコ平和芸術家に任命されている。2011年1月5日、ポルトガルのマトジニョシュにて74歳で亡くなっている。